# El Sauz
El Sauz es una localidad del estado mexicano de Chihuahua. Es parte del municipio de Chihuahua.

## Demografía
| Gráfica de evolución demográfica |
|                                  |

| Censo | Población |
| ----- | --------- |
| 1900  | 296       |
| 1910  | —         |
| 1921  | 468       |
| 1930  | 323       |
| 1940  | 650       |
| 1950  | 763       |
| 1960  | 1 154     |
| 1970  | 1 519     |
| 1980  | 1 745     |
| 1990  | 2 056     |
| 2000  | 1 659     |
| 2010  | 1 499     |
| 2020  | 1 474     |